# 通门镇
通门镇，是中华人民共和国广东省云浮市郁南县下辖的一个乡镇级行政单位。

## 行政区划
通门镇下辖以下地区：
通门社区、街坊村、百贤村、玉堂村、冲梅村、双就村、罗沙村、顺塘村、鸡林村、大朗村、冲台村和荷木村。